# Francisco Gabriel Guerrero
Francisco Gabriel Guerrero (Buenos Aires, 23 agosto 1977) è un ex calciatore argentino, ruolo attaccante.

## Carriera

### Club
Dal 1994 al 2009, Guerrero ha giocato solo in Argentina e Svizzera, per poi trasferirsi a Cipro.

### Nazionale
Nel 1995 ha vinto il Mondiale Under-20 con l'Argentina.

## Palmarès

### Nazionale
- Campionato mondiale Under-20: 1

1995